# Popești-Leordeni
Popești-Leordeni város Ilfov megyében, Munténiában, Romániában.

## Fekvése
A település Bukarest központjától 9 km-re található, a főváros jelentős elővárosának számít. A Dâmbovița mentén terül el.

## Történelem
Itt található a „Vintilă Vodă” kolostor, mely a XVII. században épült, nevét  VII. Slatinai Vlad (Vlad al VII-lea Vintilă) Havasalföldi vajdáról kapta.
A város három falu egyesüléséből jött létre 1873-ban: Popești-Conduratu vagy Pavlicheni, Popești-Români és Leordeni. Ezen települések első írásos említése az 1530-as évekből való.
A várost Szűz Máriának ajánlották, Ő a város védőszentje, minden évben szeptember 8-án ünnepet rendeznek a tiszteletére.

## Lakossága
| Nemzetiségek        | 2002  | 2002   |
| ------------------- | ----- | ------ |
| Románok             | 14915 | 98,67% |
| Romák               | 164   | 1,08%  |
| Magyarok            | 12    | 0,07%  |
| Olaszok             | 6     | 0,03%  |
| Németek             | 6     | 0,03%  |
| Bolgárok            | 5     | 0,03%  |
| Törökök             | 2     | 0,01%  |
| Horvátok            | 1     | 0,0%   |
| Szerbek             | 1     | 0,0%   |
| Egyéb nemzetiségűek | 3     | 0,01%  |
| Összesen            | 15115 | 100,0% |

## Külső hivatkozások
- A város honlapja
- Adatok a településről
- 2002-es népszámlálási adatok
- Marele Dicționar Geografic al României